# Лябово
Лябово — деревня в Добрянском городском округе Пермского края. Входило в состав Добрянского городского поселения.

## География
Расположена на берегу Камского водохранилища, при впадении в него реки Лябовка, напротив города Добрянка. Это был единственный населённый пункт Добрянского городского поселения, расположенный на правом берегу Камского водохранилища, все остальные были расположены на левом берегу.

## Население
| 2010 |
| ---- |
| 32   |

## Улицы
- 8 Марта ул.
- Дальний пер.
- Камская ул.
- Лесная ул.
- Паромная ул.
- Садовый пер.

## Топографические карты
- Лист карты O-40-53 Доьрянка. Масштаб: 1 : 100 000. Издание 1977 г.